# Fukushima United FC
Fukushima United FC (福島ユナイテッドFC Fukushima Yunaiteddo Efushī?) este un club de fotbal din Japonia, situat în orașul Fukushima, aparținând prefecturii cu același nume. Ea a fost fondată în 2002 ca un produs rezultat din fuziunea dintre FC Pelada Fukushima și Junkers. Începând cu anul 2008, echipa a adoptat numele de "Fukushima United FC". De asemenea, a jucat în Japan Football League, cel de-al treilea nivel al sistemului de ligi de fotbal japoneze în 2013. La începutul anului următor, au trecut la divizia nou-formată, J3 League, în care ei sunt și astăzi.

## Uniforma
- Uniforma titulară: Tricou roșu, pantaloni scurți negri, șosete negre.
- Uniforma alternativă: Tricou alb, pantaloni scurți albi, ciorapi albi.

|  |  |

## Recorduri
| An   | Div. | Scm. | Pos. | Asistență/P | Cupa Împăratului |
| ---- | ---- | ---- | ---- | ----------- | ---------------- |
| 2013 | JFL  | 18   | 14   | 1.027       | A doua rundă     |
| 2014 | J3   | 12   | 7    | 1.321       | Prima rundă      |
| 2015 | J3   | 13   | 7    | 1.289       | Prima rundă      |
| 2016 | J3   | 16   | 14   | Numai 1,678 | A doua rundă     |

Note
- Scm. = Numărul de echipe
- Pos. = Poziție în liga
- Asistență/P = de spectatori pe meci